# Joseph Newton Chandler III
Robert Ivan Nichols, pseudonim Joseph Newton Chandler III (ur. 12 września 1926, zm. 23 lipca 2002) – złodziej tożsamości, który popełnił samobójstwo w Eastlake w Ohio. Po jego śmierci służby nie były w stanie zlokalizować jego rodziny i odkryły, że ukradł tożsamość ośmioletniego chłopca, który zginął w wypadku samochodowym w Teksasie w 1945. Ponieważ ukrywał się przez długi czas pojawiły się spekulacje, że mężczyzna był zbiegiem.
Pod koniec 2016  [U.S. Marshals Service-Cleveland,Ohio] ogłosiło, że Colleen M. Fitzpatrick, genealog sądowa z Identifinders International porównała Y-STR mężczyzny z danymi dostępnymi w systemie, dzięki czemu udało się określić, że mężczyzna prawdopodobnie ma na nazwisko Nicholas. W 2017 Fitzpatrick razem z Margaret Press stworzyły DNA Doe Project, ponownie analizując przypadek złodzieja tożsamości, wykorzystując tę samą metodologię, która została wykorzystana do identyfikacji Marcii King oraz Lyle’a Stevika. W marcu 2018 udało się ustalić jego tożsamość jako Roberta Ivana Nicholasa. U.S. Marshals Service ogłosiło to na konferencji prasowej w Cleveland 21 czerwca 2018.

## Tło wydarzeń

### Prawdziwy Joseph Newton Chandler III
Joseph Newton Chandler III (ur. 11 marca 1937, zm. 21 grudnia 1945) urodził się w Buffalo w stanie Nowy Jork. Miał osiem lat, kiedy zginął w wypadku samochodowym wraz z rodzicami w Teksasie 21 grudnia 1945. Zależnie od raportów, podawane jest, że do wypadku doszło w Sherman lub Weatherford.

### Życie Nicholasa
Robert Nichols urodził się 12 września 1926 w New Albany w stanie Indiana. Jego rodzicami byli Silas i Alpha Nicholas, którzy mieli w sumie czwórkę synów. Wstąpił do US Navy w trakcie II wojny światowej i służył jako strażak w USS Aaron Ward, który został zbombardowany przez Japończyków w 1945 w okolicach Okinawy. Został ranny i nagrodzony Purpurowym Sercem. Po wojnie spalił swoje mundury. 
W 1947 poślubił Laverne Kort z którą miał trzech synów. Pracował dla General Electric jako kreślarz. W 1964 opuścił żonę i synów, w tym samym roku składając wniosek o rozwód. Przeprowadził się do Dearborn w stanie Michigan, mówiąc swoim rodzicom, że pracuje w przemyśle samochodowym. W marcu 1965 napisał, że przeprowadził się do Richmond w Kalifornii. W tym samym miesiącu wysłał list do swojego syna, Phila, z Napa w Kalifornii. Jego rodzina nigdy więcej nie otrzymała od niego wiadomości i zgłosiła jego zaginięcie w tym samym roku. Zgodnie z danymi Internal Revenue Service, Nicholas pracował posługując się swoim prawdziwym imieniem do 1976.
Nichols ukradł tożsamość Chandlera we wrześniu 1978 w Rapid City w Dakocie Południowej, po złożeniu wniosku o kartę Social Security i wkrótce przeprowadził się do Cleveland.
W 1978 pracował w Edko Company, firmie inżynieryjnej w Cleveland. Następnie pracował w firmie chemicznej Lubrizol z siedzibą w Wickliffe w Ohio. Został zwolniony w 1997. Twierdził, że ma siostrę o imieniu Mary Wilson, jednak jej adres w Columbus, który podał okazał się fikcyjny. Ostatecznie okazało się, że Nicholas urodził się pod tym samym adresem w New Albany.
Nicholas był opisywany jako pustelnik, który opuszczał dom tylko po to, aby pracować i jeść. Jego współpracownicy mówili, że rzadko rozmawiał z kimkolwiek i wydawało się, że ma niewielu przyjaciół, lub nie ma ich wcale. Wykazywał także ekscentryczne zachowania, takie jak słuchanie białego szumu przez wiele godzin. Zdarzyło mu się pojechać także do sklepu LL Bean w Maine (jechał co najmniej 10 godzin, odległość wynosiła ok. 1100km), tylko po to, aby szybko wrócić do Ohio, gdy odkrył, że nie ma miejsc parkingowych.

## Samobójstwo
Jego ciało odkryto w jego mieszkaniu 30 lipca 2002. Przypuszczano, że zabił się około tygodnia wcześniej.  Popełnił samobójstwo, strzelając sobie w usta rewolwerem firmy Charter Arms o kalibrze 38, kupionym kilka miesięcy wcześniej. Niedługo wcześniej zdiagnozowano u niego raka jelita grubego.
Na swoim koncie miał 82 tys. dolarów, a swoich współpracowników wymienił jako kontakty alarmowe. Jego kradzież tożsamości została odkryta po tym, jak władze nie mogły znaleźć żadnych jego krewnych i odkryły, że prawdziwy Chandler zmarł dziesiątki lat wcześniej. Władze nie były w stanie znaleźć żadnych użytecznych odcisków palców, które mogłyby pomóc w jego identyfikacji. Próbkę DNA udało się uzyskać po odkryciu, że mężczyzna w 2000 odwiedził szpital w Lake County w ramach operacji raka okrężnicy.